# Биси ле Репо (Марна)
Биси ле Репо (фр. Bussy-le-Repos) насеље је и општина у североисточној Француској у региону Шампањ-Арден, у департману Марна која припада префектури Витри ле Франсоа.
По подацима из 2011. године у општини је живело 135 становника, а густина насељености је износила 5,96 становника/km². Општина се простире на површини од 22,64 km². Налази се на средњој надморској висини од 149 метара.

## Демографија
| 1962. | 1968. | 1975. | 1982. | 1990. | 1999. | 2011. |
| ----- | ----- | ----- | ----- | ----- | ----- | ----- |
| 139   | 143   | 113   | 99    | 128   | 106   | 135   |

График промене броја становника у току последњих година